# Rengas Condong
Rengas Condong is een bestuurslaag in het regentschap Batang Hari van de provincie Jambi, Indonesië. Rengas Condong telt 8533 inwoners (volkstelling 2010).